# Cordillera de Markotj

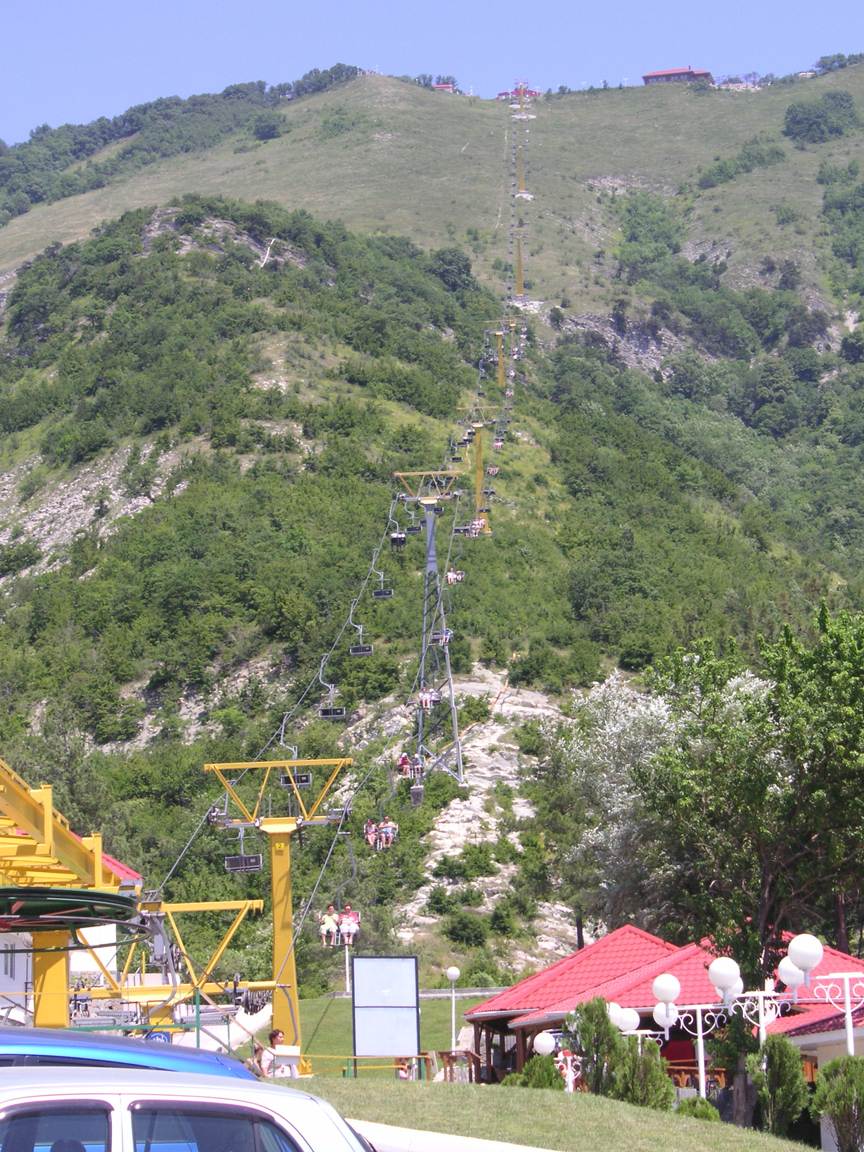
Telesilla que asciende desde Gelendzhik a la cordillera.

La cordillera de Markotj (en ruso: Маркотхский хребет, que en adigué significa "cordillera de las moras" ) es una cordillera del noroeste del Gran Cáucaso, que discurre durante 90 km paralelamente al sur de la cordillera principal del Cáucaso. Pertenece administrativamente al ókrug urbano de Novorosíisk y al de Gelendzhik del krai de Krasnodar de Rusia.
Su máxima altura es el monte Plóskaya (762 m), al norte de Gelendzhik, junto a Márina Roshcha.
Sobre la cordillera se alza el monumento natural bosque de enebros Shesjaríiskoye.